# Trådfräken
Trådfräken (Equisetum scirpoides) är en växtart i familjen fräkenväxter. Den har flerpipig, mycket späd stjälk som är övervintrande. Stjälken är 1-3 dm hög och nästan trådfin, ofta vinkelböjd. Strobili sitter på de vanliga gröna skotten. Trådfräken växer på fuktig kalkrik skogsmark i fjällen.
Trådfräken förekommer ibland som hybrid med smalfräken.

## Etymologi
Scirpoides betyder lik en Scirpus och syftar på att en tuva trådfräken kan se ut som säv. Equi-setum betyder häst-hår, hästsvans.

## Externa länkar

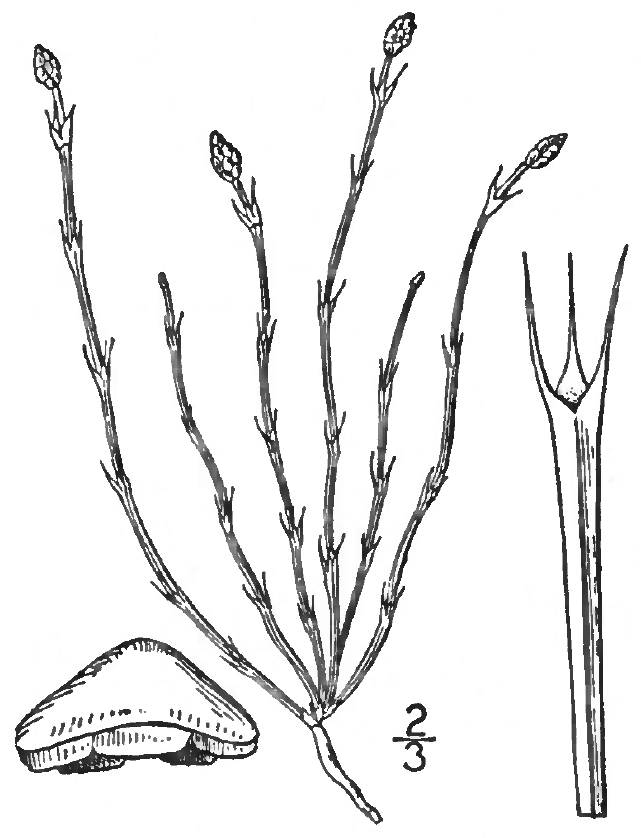
Teckning av trådfräken. Strobilusfjäll till vänster.